# Human Touch (песня)
«Human Touch» — песня Брюса Спрингстина, записанная для одноимённого альбома, вышедшего в 1992 году. В 1993 году песня была выпущена в качестве сингла и стала первым синглом данного альбома. Песня возглавила чарты Норвегии, а также попала в десятку в хит-парадах многих стран: Нидерланды, Швеция, Ирландия, Швейцария. В США песня поднялась на 16-ю позицию в Billboard Hot 100 singles chart  и возглавляла Mainstream Rock Tracks 3 недели. Музыку на бас-гитаре исполняет Рэнди Джэксон. На песню был снят клип, режиссёром которого стал Меиерт Авис.

## Список композиций
CD maxi
1. «Human Touch» — 6:28
2. «Souls of the Departed» — 4:16
3. «Long Goodbye» — 3:26

7" single
1. «Human Touch» — 6:28
2. «Souls of the Departed» — 4:16

## Музыканты
- Брюс Спрингстин — вокал, гитара
- Рэнди Джексон — бас-гитара
- Джефф Поркаро — ударные
- Рой Биттан — клавишные
- Патти Шалфа — harmony vocals

## Charts
| Чарт (1992)                                  | Наивысшая позиция |
| -------------------------------------------- | ----------------- |
| Australian ARIA Singles Chart                | 17                |
| Austrian Singles Chart                       | 19                |
| Dutch Mega Top 100                           | 3                 |
| French SNEP Singles Chart                    | 20                |
| German Singles Chart                         | 15                |
| Irish Singles Chart                          | 4                 |
| Norwegian Singles Chart                      | 1                 |
| Swedish Singles Chart                        | 4                 |
| Swiss Singles Chart                          | 4                 |
| UK Singles Chart                             | 11                |
| U.S. Billboard Hot 100                       | 16                |
| U.S. Billboard Hot Adult Contemporary Tracks | 8                 |
| U.S. Billboard Hot Mainstream Rock Tracks    | 1                 |